# Личев, Димитр
Дими́тр Личев (болг. Димитър Личев; род. 11 августа 1990, София) — болгарский фигурист, выступавший в танцах на льду.

## Карьера
Вместе с партнёршей Кристиной Тремасовой, с которой Димитр катался с 2009 года, пара выступала на чемпионате мира в Москве, где заняла 16-е место в предварительном раунде. В том же году пара стала пятнадцатой в предварительном раунде на чемпионате Европы в Берне. На чемпионате мира 2012 в Ницце выступал также в предварительном раунде, но уже в новой партнёршей — Александрой Чистяковой. Пара заняла 22-е место.